# Riot
Riot byla americká heavy metalová skupina, kterou v roce 1975 založil kytarista Mark Reale, ten byl také jediným stálým členem skupiny a po jeho smrti se skupina rozpadla. Jako předkapela skupina hrála například s AC/DC, Molly Hatchet, Sammy Hagarem, Kiss nebo Black Sabbath.
Od roku 2014 pokračuje, po dohodě s otcem zesnulého Marka Realeho, pod upraveným názvem RIOT V. Hrají v ní někteří muzikanti ze sestavy z období Thundersteel a Privilege of Power a zpěvák Todd Michael Hall (Tony Moore odmítl). Drží se tradice a stylu tohoto období, hrají však i klasické hity z prvních 3 alb. Kromě nich vznikla další odnož Riot Act, kterou založil Lou Kouvaris (zemřel na Covid na konci 2020) a Rick Ventura, hrající první 3 alba.

## Diskografie
- Rock City (1977)
- Narita (1979)
- Fire Down Under (1981)
- Restless Breed (1982)
- Born In America (1983)
- Thundersteel (1988)
- Riot Live (1989)+
- The Privilege of Power (1990)
- Live in Japan (1992)++
- Nightbreaker (1993)
- The Brethren of the Long House (1996)
- Inishmore (1998)
- Shine On (1998)
- Sons of Society (1999)
- Through the Storm (2002)
- Army of One (2006)
- Immortal Soul (2011)
- Unleash the Fire (2014)
- Armor of Light (2018)